# Thomas DeSimone
Thomas Anthony "Two-Gun Tommy" DeSimone, född 24 maj 1950, död (mördad) 14 januari 1979, var en gangster och medarbetare inom Lucchesefamiljen i New York. Han misstänktes även vara inblandad i rånet mot Lufthansas terminal vid John F. Kennedy International Airport i New York 11 december 1978, som genomfördes i samarbete med Lucchesefamiljen.
Tommy DeSimone var ökänd för sitt våldsamma beteende och hetsiga temperament. En gång när han och några andra kastade pil i en bar och Tommy förlorade började han svära och kastade okontrollerat pilarna på sina motspelare [källa behövs].
Tommy DeSimone gestaltades av Joe Pesci (som Tommy DeVito) i filmen Maffiabröder.